# چاه دوکهور
چاه دوکهور، روستایی در دهستان هور بخش هور شهرستان فاریاب در استان کرمان ایران است.

## جمعیت
بر پایه سرشماری عمومی نفوس و مسکن در سال ۱۳۹۵، جمعیت این روستا برابر با ۱۲۳ نفر (۳۶ خانوار) بوده‌است.